# Leiden Bio Science Park
Het Leiden Bio Science Park (LBSP) is een bedrijven- en kenniscluster in Nederland, gespecialiseerd in biotechnologie met een focus op medische en biofarmaceutische toepassingen. Het park is gelegen in de gemeenten Leiden en Oegstgeest en geldt als het grootste life sciences-cluster van Nederland en een van de belangrijkste biowetenschappelijke centra van Europa.

## Locatie en omvang
Het Leiden Bio Science Park beslaat een oppervlakte van circa 150 hectare en herbergt meer dan 500 organisaties, waaronder bedrijven, kennisinstellingen, start-ups en onderzoeksinstituten. Het gebied ligt grotendeels binnen de gemeente Leiden, ten westen van station Leiden Centraal, tussen de Wassenaarseweg in het noorden en de Plesmanlaan in het zuiden. Een kleiner deel van het park valt binnen de gemeente Oegstgeest. De nabijheid van snelweg A44 en de ligging tussen Schiphol en Rotterdam draagt bij aan de bereikbaarheid van het park.

## Geschiedenis
Voor de oprichting van het Bio Science Park stond Leiden voornamelijk bekend als voormalige fabrieksstad met een universiteit. Volgens de Leidse historicus Cor Smit was er in 1982 nauwelijks aandacht voor biotechnologie in de stad of bij de universiteit. Toch werd het park slechts twee jaar later, in 1984, officieel opgericht in het Leeuwenhoekgebied, gesitueerd tussen de Faculteit der Wiskunde en Natuurwetenschappen van de Universiteit Leiden en het toenmalige Academisch Ziekenhuis Leiden (nu: Leids Universitair Medisch Centrum, LUMC).
Het initiatief voor het park werd mede aangewakkerd door hoogleraar Rob Schilperoort, die na een bezoek aan de Verenigde Staten het model van nauwe samenwerking tussen universiteiten en bedrijven introduceerde in Leiden. De Universiteit Leiden was op dat moment al grootaandeelhouder in de gronden, wat de ontwikkeling van het terrein versnelde. De gemeente Leiden besloot vervolgens om het gebied primair te bestemmen voor biotechnologie-gerelateerde bedrijvigheid.

## Groei en ontwikkeling

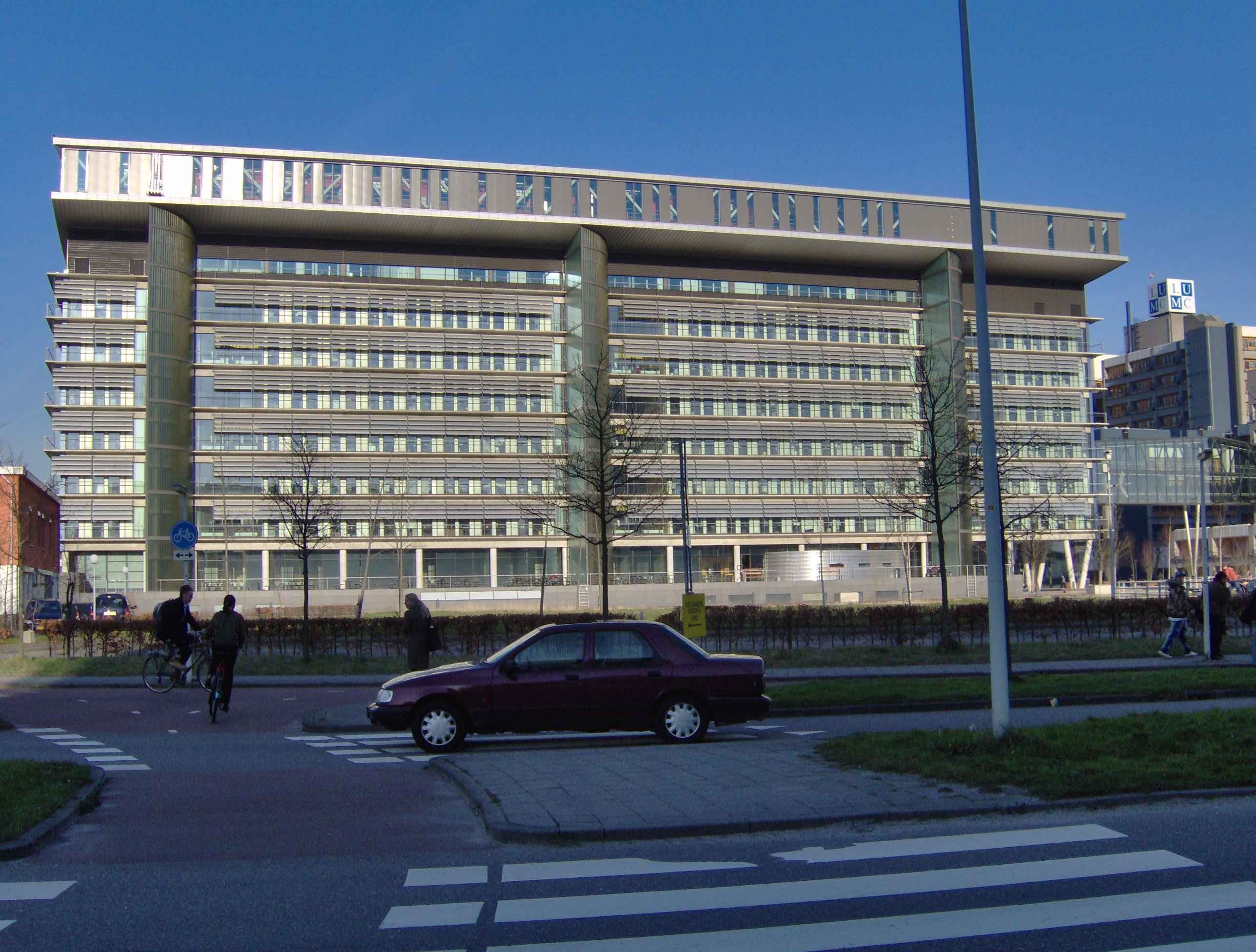
Onderzoeksgebouw LUMC Leiden

De ontwikkeling van het Leiden Bio Science Park verliep geleidelijk maar gestaag. Historicus Smit beschrijft dit als een "biologische groei", waarbij het gebied natuurlijke aantrekkingskracht uitoefende op innovatieve bedrijven. In 2005 werd de stichting Life Meets Science opgericht om de samenwerking tussen kennisinstellingen, bedrijfsleven en overheden te versterken. Initiatiefnemers waren onder andere de Universiteit Leiden, de gemeente Leiden, het LUMC, TNO, Naturalis Biodiversity Center, de Kamer van Koophandel Rijnland, de provincie Zuid-Holland, de Hogeschool Leiden en het ROC Leiden. De stichting had als doel de omvang en kwaliteit van het park verder te laten groeien.
Een aanjager van deze ontwikkeling was en is Biopartner, een organisatie die huisvesting en ondersteuning biedt aan startende biotechbedrijven. Samen met haar voorlopers, zoals het ABC-centrum, speelde Biopartner een rol in de transformatie van Leiden van een van de armste steden van Nederland naar een toonaangevend centrum van medische innovatie.

## Economische impact

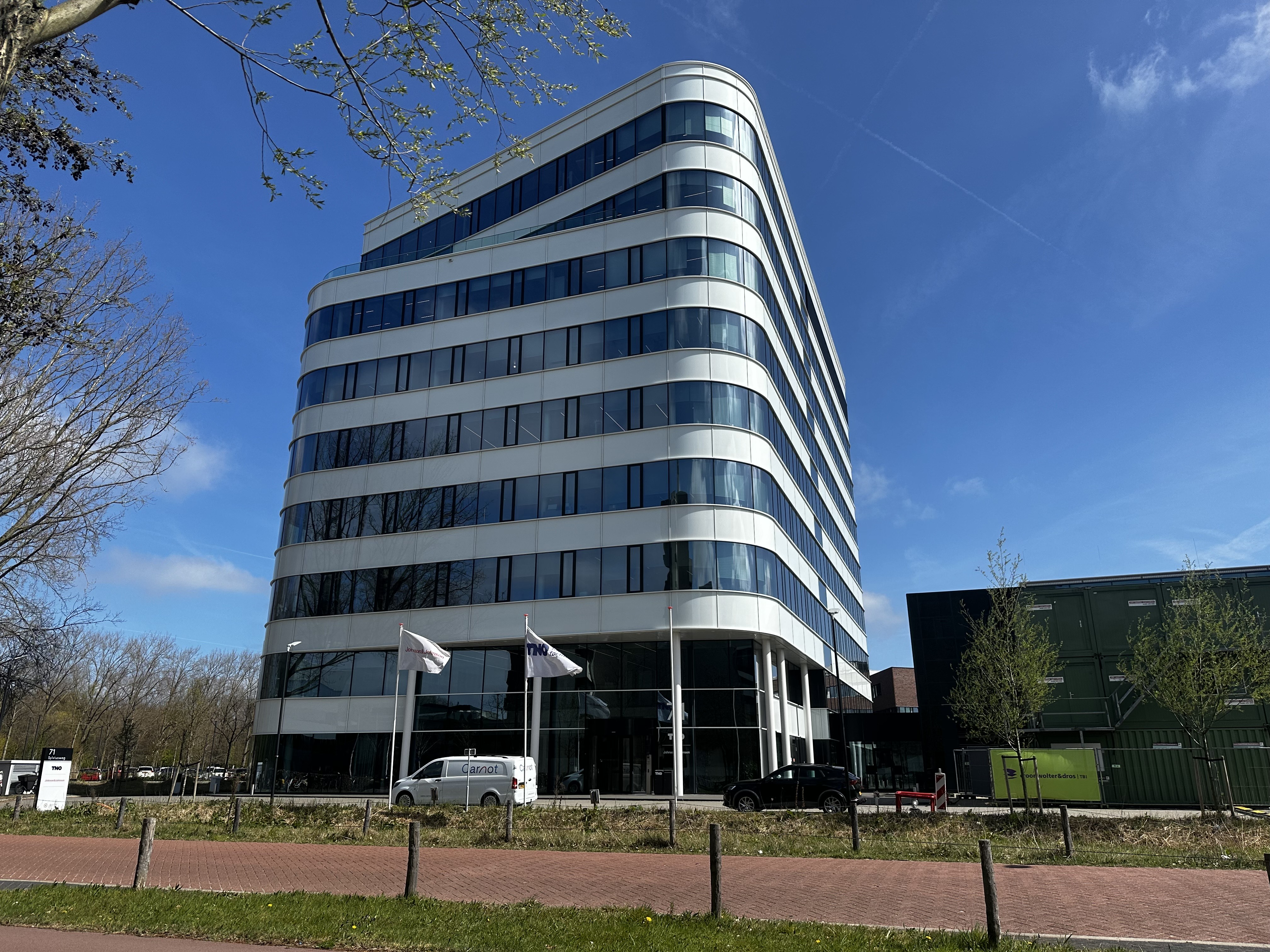
TNO - Locatie Leiden - Sylviusweg

Het LBSP heeft een aanzienlijke economische betekenis voor de regio en Nederland als geheel. Het park biedt werkgelegenheid voor meer dan 25.000 mensen, verspreid over bedrijven, onderzoeksinstellingen en ondersteunende diensten. Daarnaast zijn er ook meer dan 25.000 studenten actief in het gebied, afkomstig van instellingen zoals de Universiteit Leiden, de Hogeschool Leiden en het mbo-onderwijs.
Het park trekt zowel grote internationale bedrijven, zoals Janssen Biologics (onderdeel van Johnson & Johnson), als kleinere innovatieve start-ups aan. Dankzij deze dynamiek is het Leiden Bio Science Park een belangrijk centrum geworden voor onderzoek, ontwikkeling en productie in onder andere vaccins, gen- en celtherapieën, en andere vormen van medische biotechnologie. 

## Onderzoek & educatie

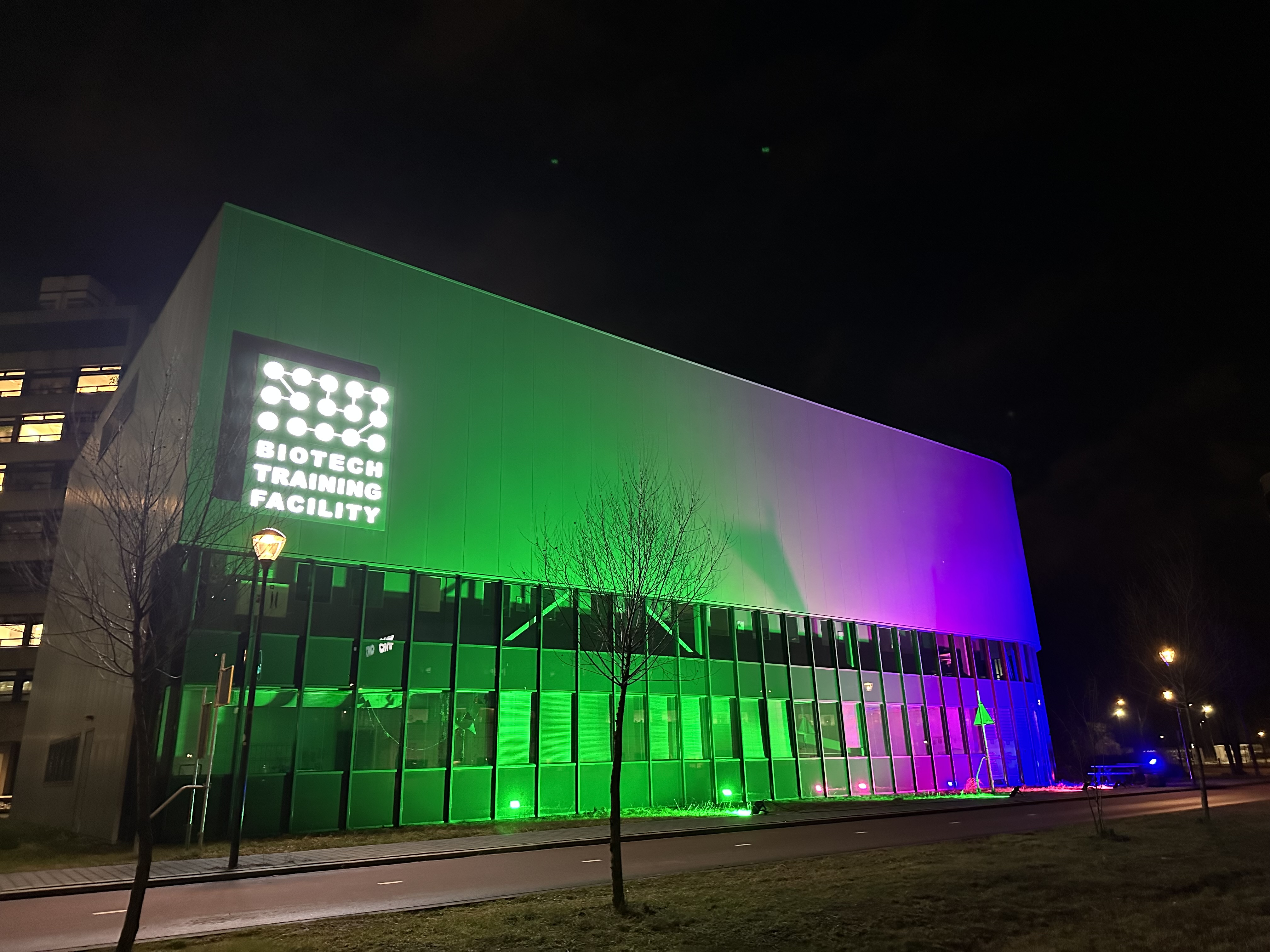
Op 28 februari 2025, ter gelegenheid van Rare Disease Day, werden meerdere gebouwen op het Leiden Bio Science Park, waaronder de Biotech Training Facility, verlicht in de kleuren van EURORDIS-Rare Diseases Europe (EURORDIS).

Het Leiden Bio Science Park is nauw verweven met het academisch en toegepast onderwijs. Naast de Universiteit Leiden, spelen ook de Hogeschool Leiden en diverse mbo-instellingen een centrale rol in het opleiden van talenten die nodig zijn voor de biotechsector. Het park huisvest ook diverse onderzoeksinstellingen, waaronder TNO, en heeft nauwe banden met Naturalis Biodiversity Center, dat zich richt op biodiversiteitsonderzoek.
- Universiteit Leiden
- Leids Universitair Medisch Centrum
- Hogeschool Leiden
- ROC Leiden
- Naturalis Biodiversity Center
- CORPUS
- TNO
- Biotech Training Facility

## Bedrijven
Het Leiden Bio Science Park huisvest een breed scala aan bedrijven, van jonge start-ups en scale-ups tot gevestigde multinationals in de (bio)farmaceutische en medische technologie.

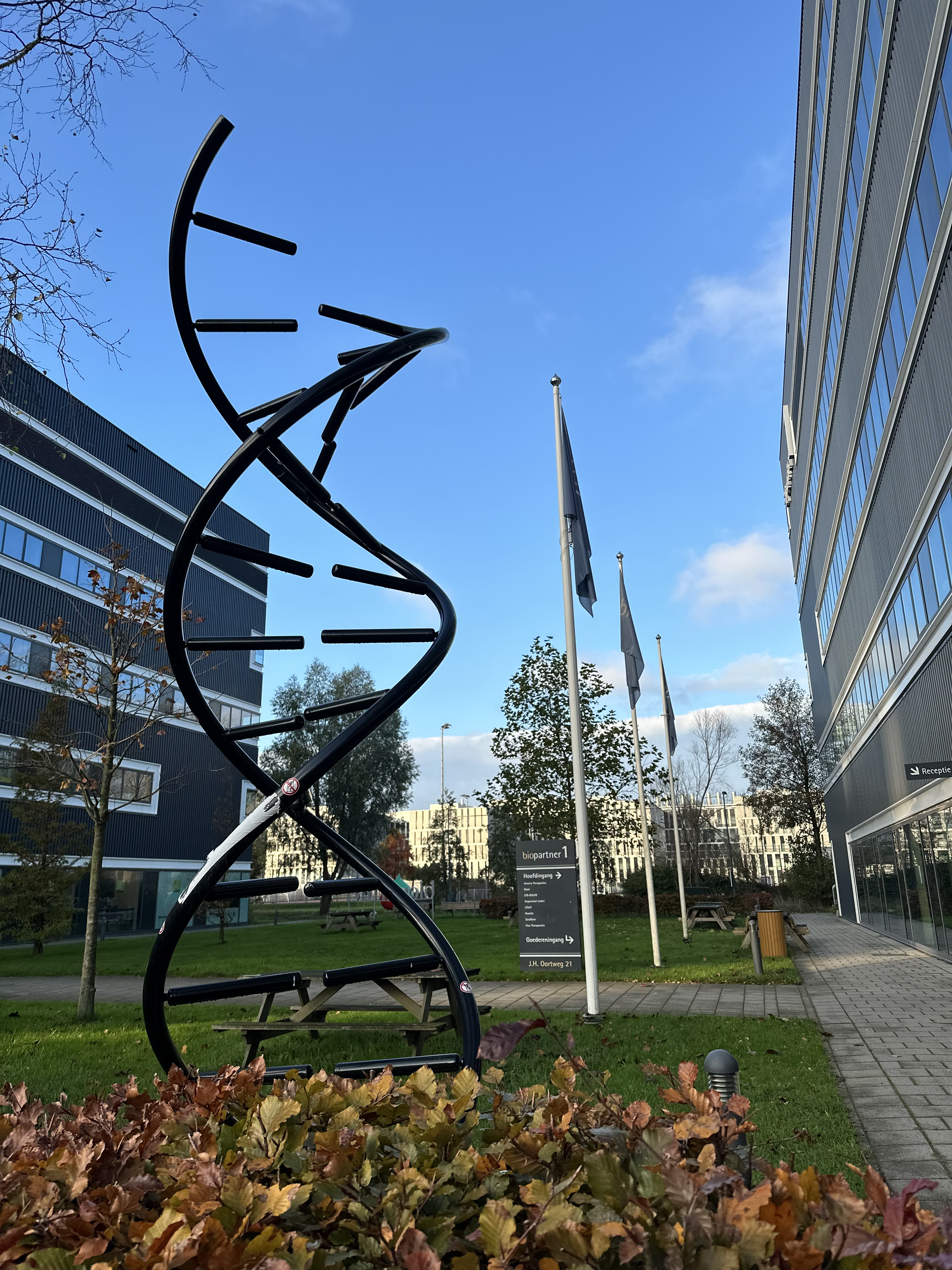
DNA Helix in de tuin van het BioPartner 1 gebouw in Leiden.

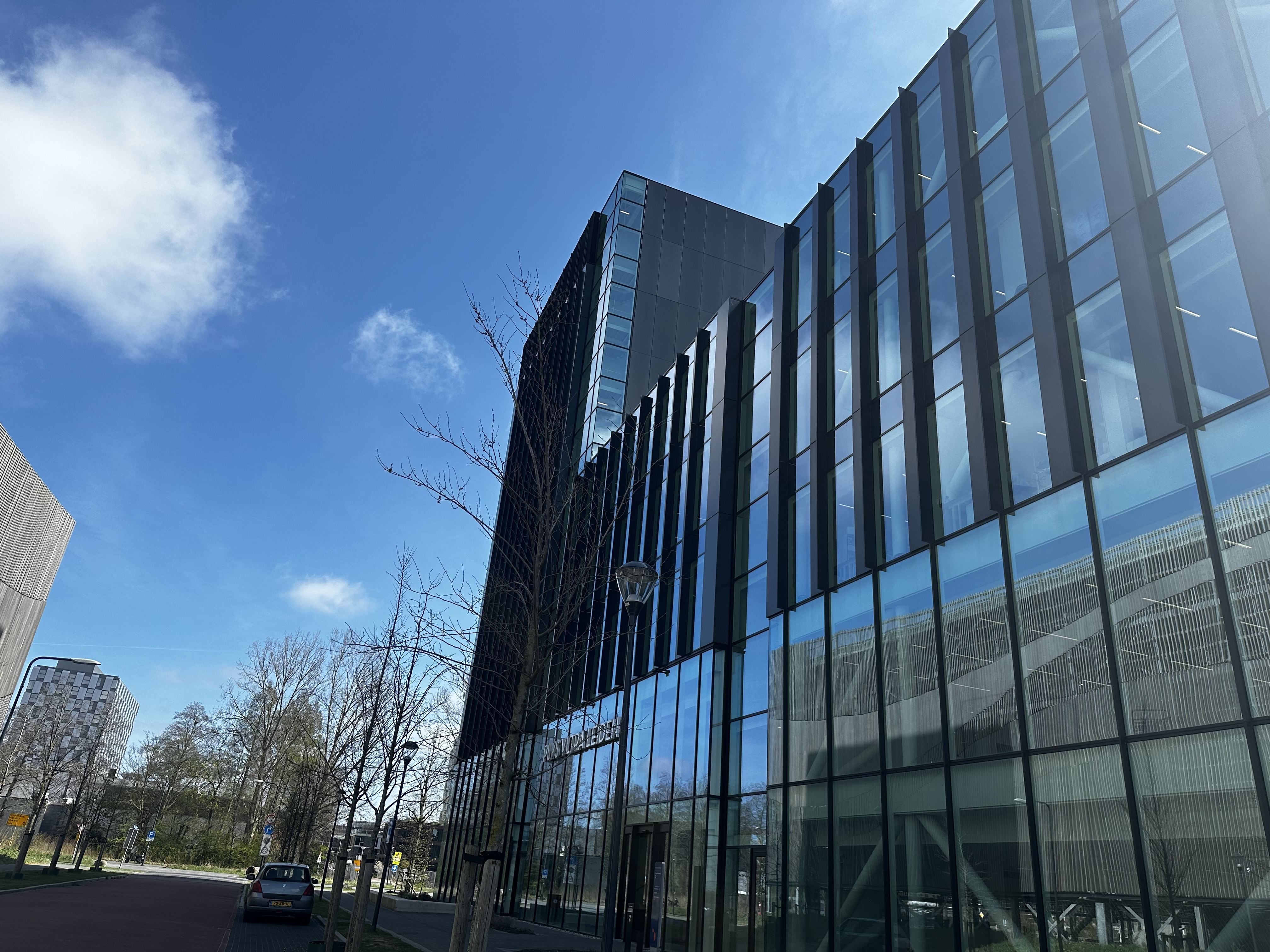
Plus Ultra Leiden, waar oa Leyden Labs, Bac, Kadans en Meatable zijn gevestigd.

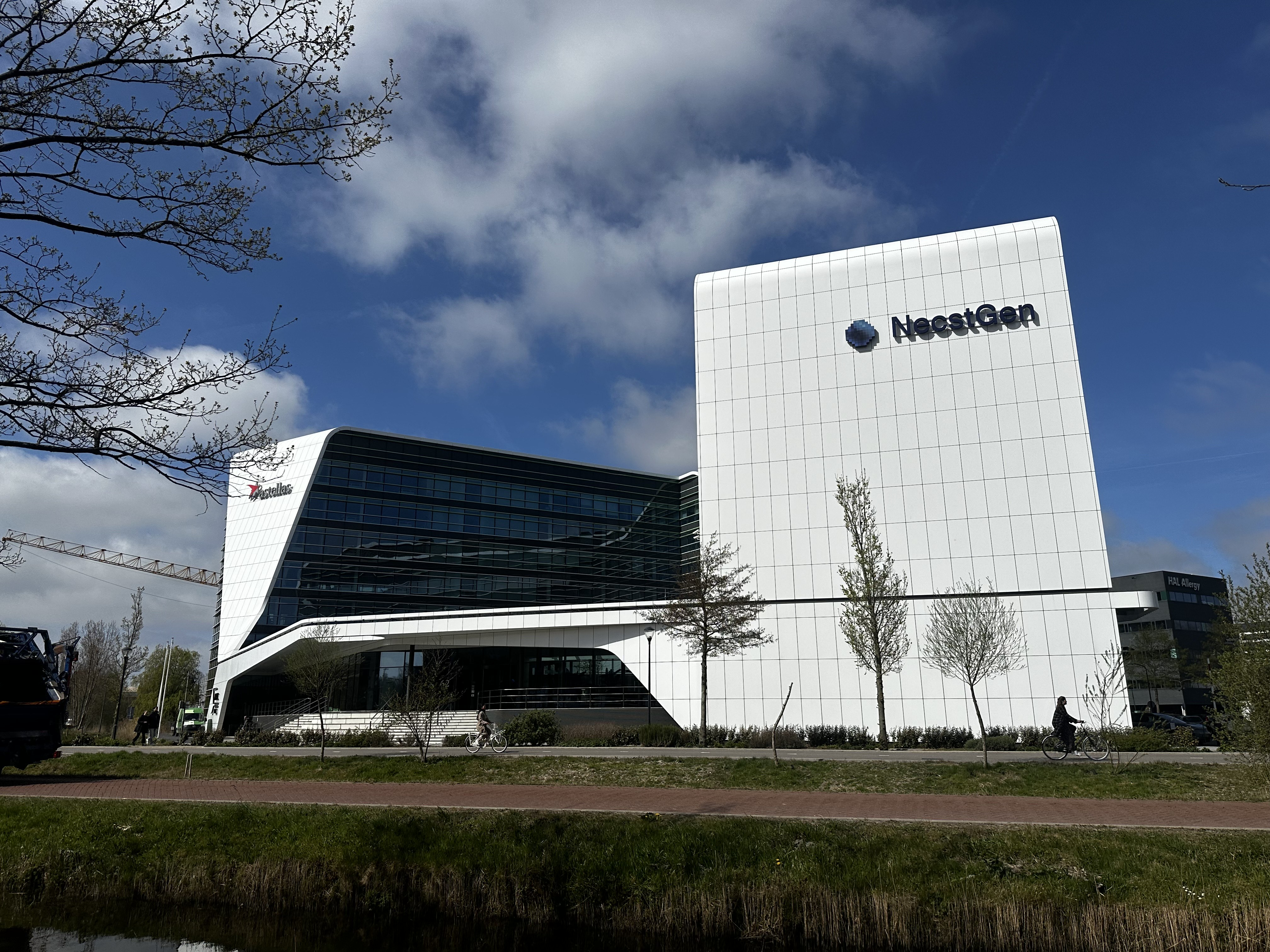
Het Mirai House in Leiden, waarin onder meer NecstGen en Astellas zijn gevestigd.

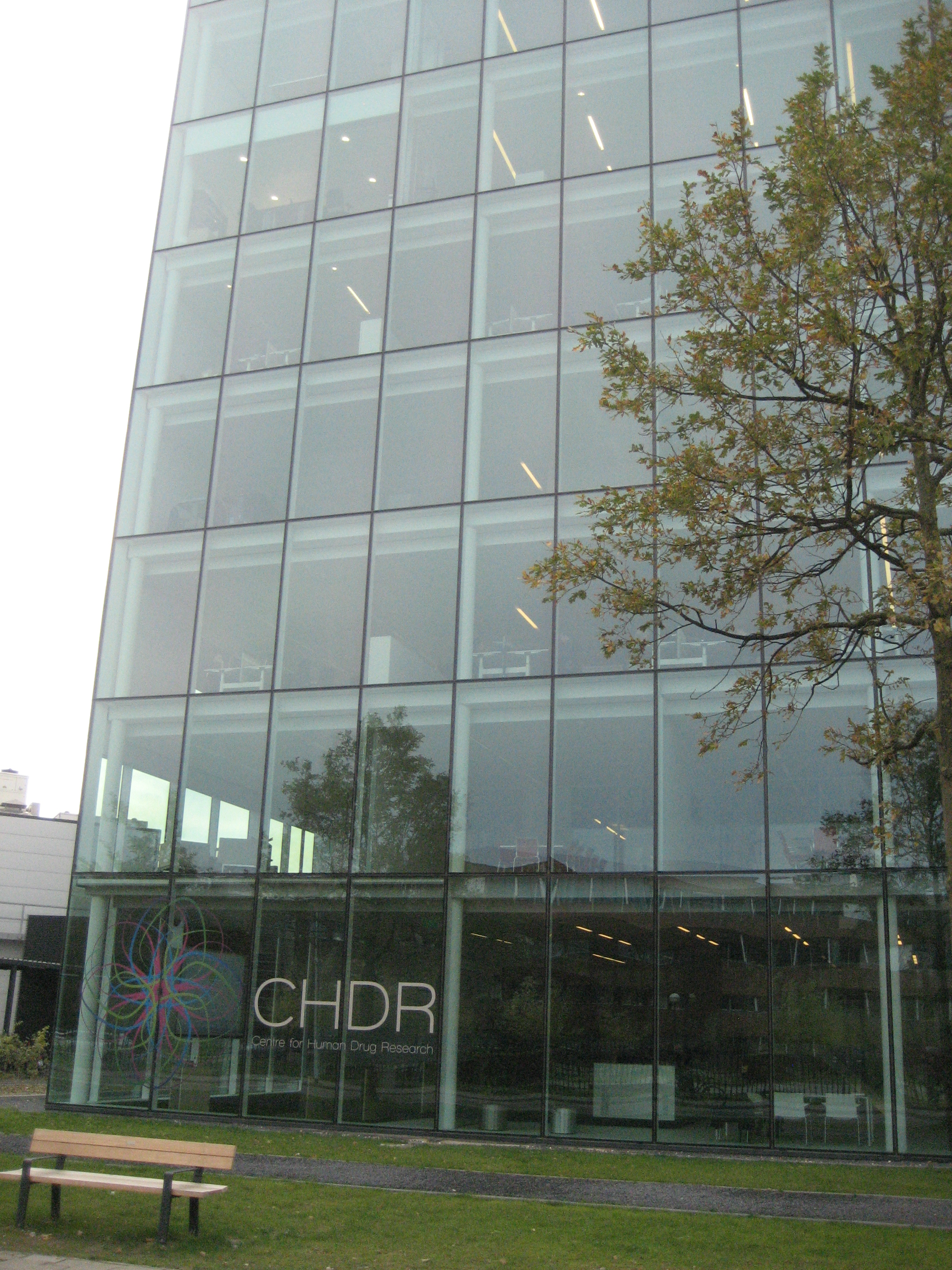
Het gebouw van het Centre for Human Drug Research (CHDR) op het Leiden Bio Science Park. CHDR is een toonaangevend onderzoeksinstituut dat gespecialiseerd is in het vroegklinisch onderzoek naar nieuwe geneesmiddelen.

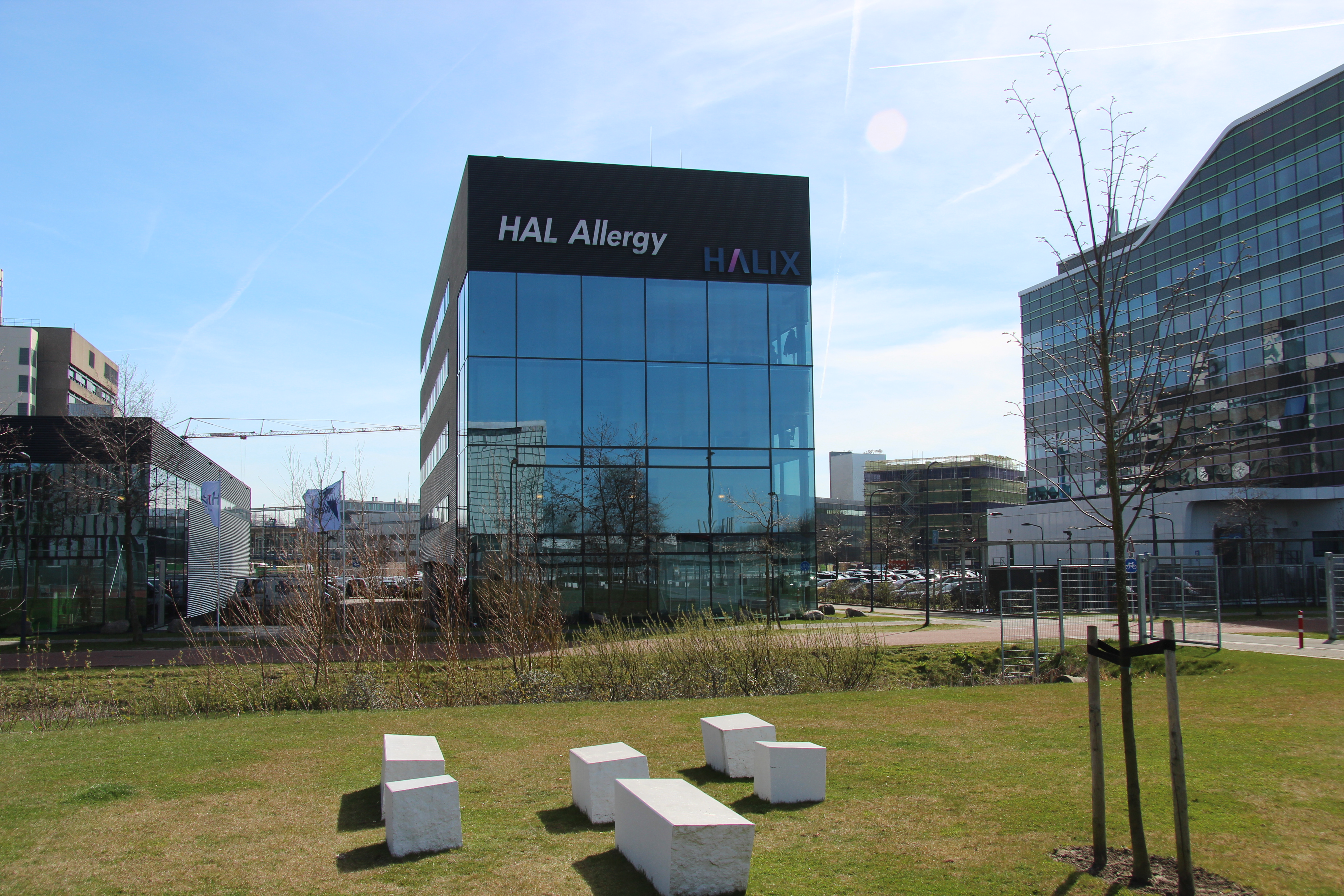
HAL Allergy

| - 10x Genomics - 2-BBB Medicines - 20Med Therapeutics - 3EACON - Abbott Laboratories - Acces2bone - Advanced Oncotherapy - Aeon Astron Europe - Airbus Defence and Space Netherlands - Amarna Therapeutics - Amylon Therapeutics - Andromed - Aparito - Apotex Netherlands - Astellas Pharma - Avantor - Avery Dennison Europe - Azafaros - BAC - Balans Laboratorium Leiden - BaseClear - Batavia Biosciences - Bio-inspired Think Tank: www.bioinspiredthinktank.com - BioClin Therapeutics - BIOCULT - BioFocus - BioMarin Pharmaceutical Inc. - BIOKÉ - Bionomic - BiosanaPharma - BiosparQ - BioTop Medical - Bruker - Buchem - CAM Bioceramics - Catexel - Cell Signaling Technology Europe - CellPoint - Charles River Laboratories - ChiralVision - Clinical Reach Drug Development - Clinical Science Systems - Compaan Design - Concord Neonatal - Crown Bioscience Netherlands - CryoReliance - Culgi - CuraRata - Crucell - Darwin Digits - Datura - DCprime - DeltaPatents - Derphartox - DPS Engineering - Dr. Reddy's Research & Development - Driehoek Research Support - DuPont Industrial Biosciences - Dutch Space - EBMT Clinical Trials & Non interventional Studies - Echo Pharmaceuticals - Echospot - EJR-Quartz - Enzyscreen - ETB-BISLIFE - Eurofins MicroSafe Laboratories - Eurofins PROXY Laboratories | - European Federation for Immunogenetics (EFI) - Expat Centre Leiden - ExPlant Technologies - Eyesiu Medicines - Facio Therapies - Fibriant - Filterless - Fix for Life - FlexGen - Fortrea - Future Genomics Technologies - Fytagoras - Galápagos - GenomeScan - Genencor - GenScript Biotech - Giotto Management Consultants - GO FAIR - Good Biomarker Sciences - HAL Allergy - HALIX - Heerema Marine Contractors Nederland - Hercules Pharmaceuticals - Human Metabolome Technologies Europe (HMT) - Idris Oncology - IMIHGOM - Immunetune - ImmunoWars - In Ovo - InnoSer Laboratories - INQAR Huurmij - ISA Pharmaceuticals - ISHEO - Janssen Biologics - JPP Life Sciences Marketing - Labolutions - LAP&P - Leiden Probe Microscopy - Leiden Spin Imaging - Leidenpharma - Levels Diagnostics - LexisNexis - Life Science Methods - LifeScienceGo! - Mantis Therapeutics - Matchis - MCM Vaccine - MediCapital Rent - MediLingua Medical Translations - Medis Medical Imaging Systems - MedVision360 - MeiraGTx - Mentor - Miltenyi Biotec - MIMETAS - MyLife Technologies - Mymetics - MyMicroZoo - Nalco - Ncardia | - NecstGen - NeCEN - Netherlands Centre for Electron Nanoscopy - NeLL - National eHealth Living Lab - Nijssen Klimaat- en Koudetechniek - OcellO - OCS Biometric Support - Okra Technologies Limited - OmniComm Systems - OPE Group - Ossila - Panorama Laboratories: Automated Lab Documentation - Pharming Group - PHA - Philipp Hess Associates - Pharvaris - pi Life Sciences Consultancy - Pluriomics - Polariks - ProBase Pharma - Prolife Pharma - Promega - ProPharma Group - ProQR - Protein Labelling Innovation Technologies - ProteoNic - Prothix - Quality RA - QuickZyme Biosciences - QVM Lab Continuity Services - ReAl CMC Consultancy - Sanquin - Science & Research Based Business - SeraNovo - Servier Laboratories - Spadix - Spaulding Clinical Research - StatistiCal - Stellar Space Industries - Synexa Life Sciences - Synvolux - Szienz - to-BBB - the Drug Development Team - Thermo Fisher Scientific - TLC BioPharmaceuticals - TM3 Therapeutics - Toxys - VACIS - VARMX - Visimetrix - Visio - VitalneXt - VitroScan - Wilkens Medical Translations - Xendo - ZF-screens - ZoBio |

## The Future of Health

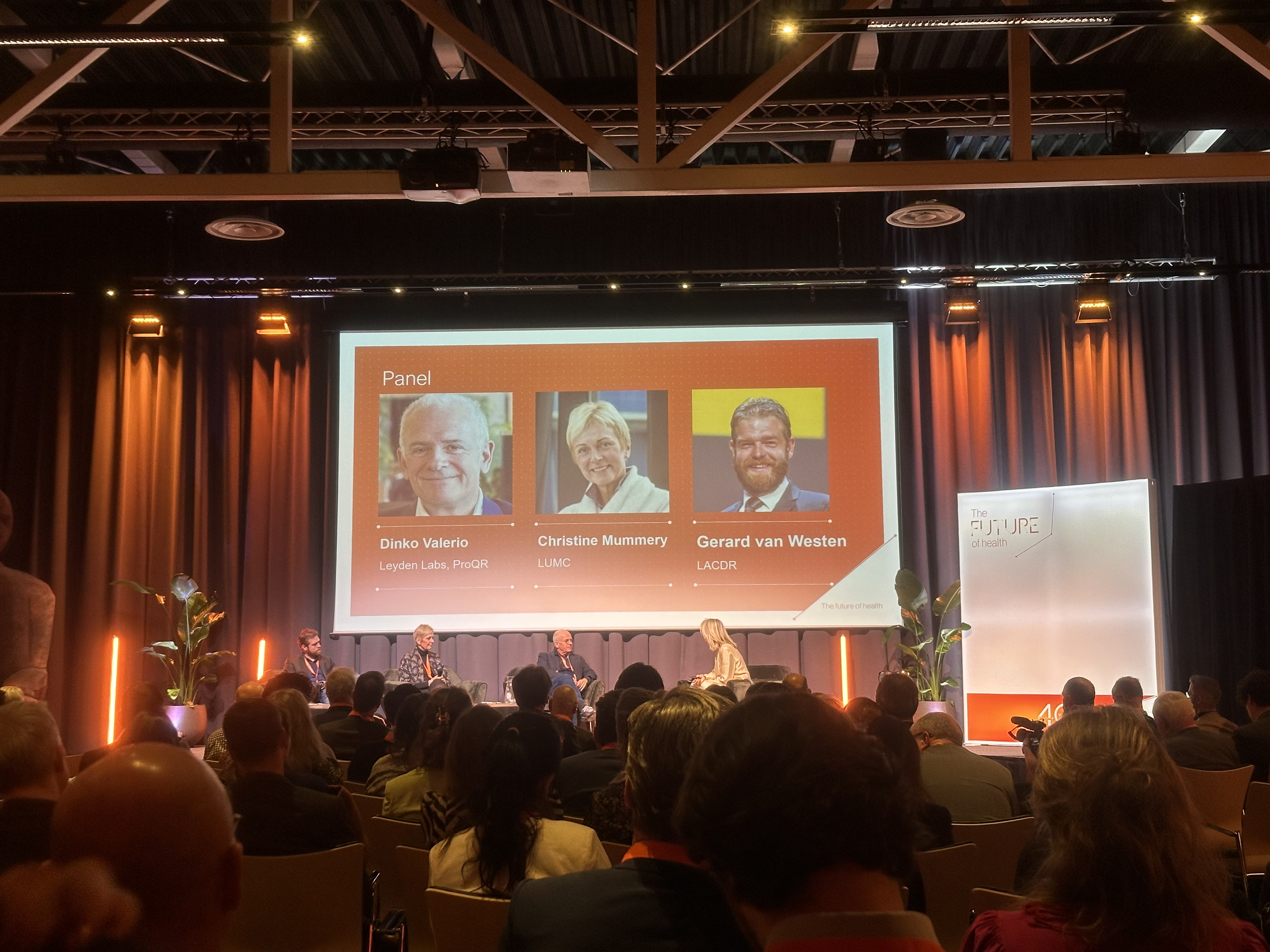
Een volle zaal in het CORPUS-gebouw, waar 350 aanwezigen deelnemen aan een paneldiscussie, Future of Health 2025.

Leiden Bio Science Park markeert 40 jaar innovatie in 2025 en richt zich op de volgende fase in de gezondheidszorg, waar nieuwe wetenschappelijke doorbraken en samenwerkingen de toekomst van health en life sciences vormgeven. Vanaf 2025 wordt het Future of Health Congress georganiseerd in het Corpus gebouw voor leden van het Bio Science Park, met als doel verbinding en samenwerking te versterken. Dit congres biedt leden de kans om te netwerken, inzichten te delen en hun innovaties te presenteren aan de gemeenschap. 
Het Future of Health Congress is bedoeld om kruisbestuiving te stimuleren tussen wetenschappers, ondernemers, beleidsmakers en investeerders. Door middel van keynotes, interactieve panels en showcases van innovatie krijgen deelnemers de kans om kennis te delen, nieuwe samenwerkingen aan te gaan en zich te profileren binnen de community en daarbuiten.  

## Ontwikkelingen
Om ruimte te geven aan toekomstige ontwikkelingen en groei van het LBSP te stimuleren wordt het Leeuwenhoekgebied opnieuw ingericht volgens een nieuw stedenbouwkundig plan. Voorheen werd het gebied in het westen begrensd door de A44, maar het wordt nu verder ontwikkeld tot aan de oever van de Oude Rijn, waardoor het nu ook deels op grondgebied van de gemeente Oegstgeest ligt. 

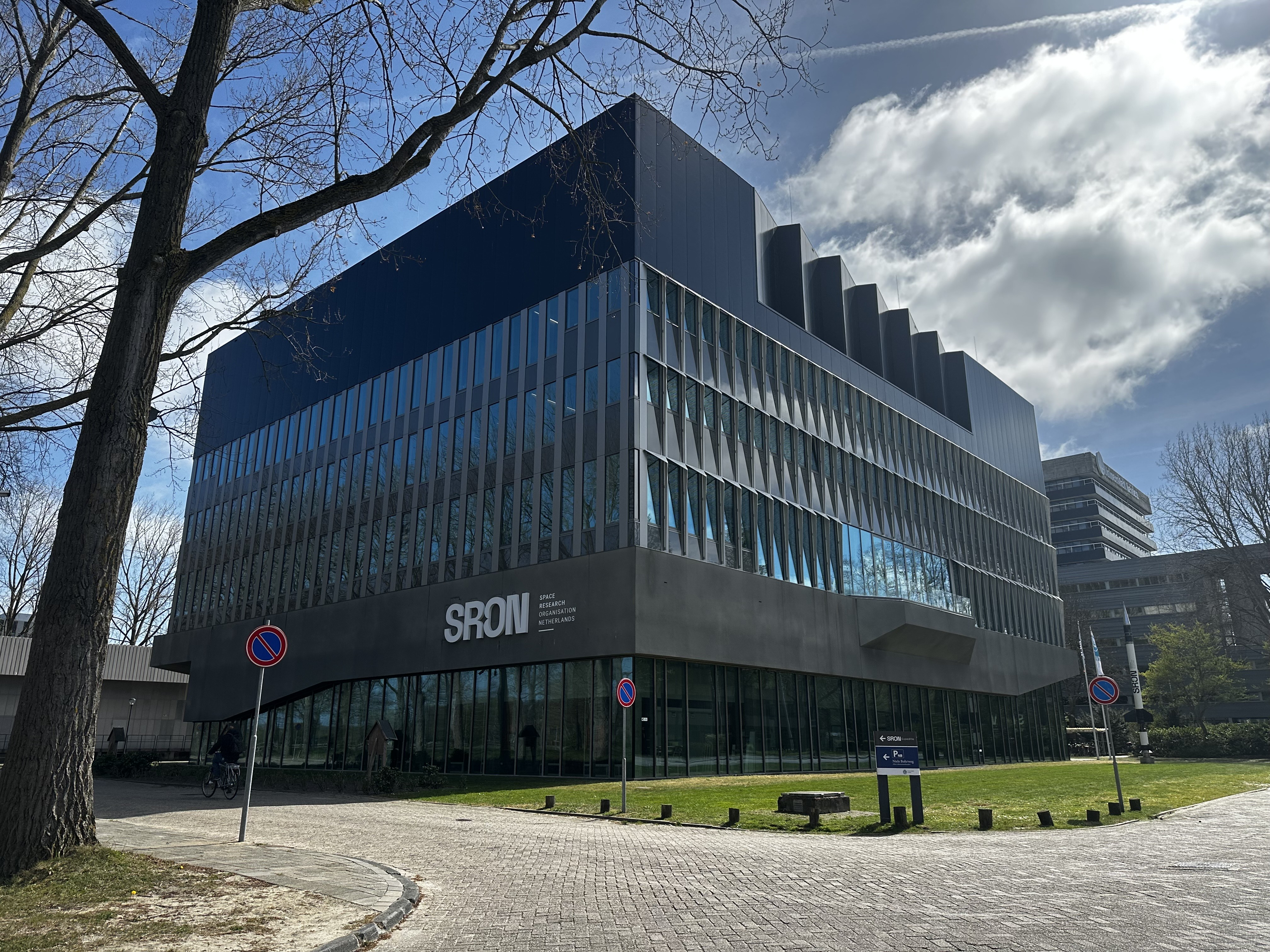
Het gebouw van SRON (Netherlands Institute for Space Research) op het Leiden Bio Science Park. SRON ontwikkelt geavanceerde instrumentatie voor ruimteonderzoek en is gespecialiseerd in astrofysica, aardobservatie en exoplanetenonderzoek.

In het plan is het gebied onderverdeeld in 10 deelgebieden:
- LUMC-gebied / Station Leiden Centraal Zeezijde
- Boerhaavegebied
- Sylviuslocatie
- Gorlaeusgebied
- De Kop van de Leeuwenhoek
- Entreegebied
- Het huidige Bio Science Park
- Leeuwenhoekpark
- Nieuw-Rhijngeest Zuid (Oegstgeest)
- Snelliuslocatie

Het gebied zou 3 haltes krijgen van de RijnGouwelijn, maar dit project is inmiddels gestopt. Het is sinds 9 mei 2021 aangesloten op een ander HOV-netwerk, namelijk het R-net.